# Hoja Local

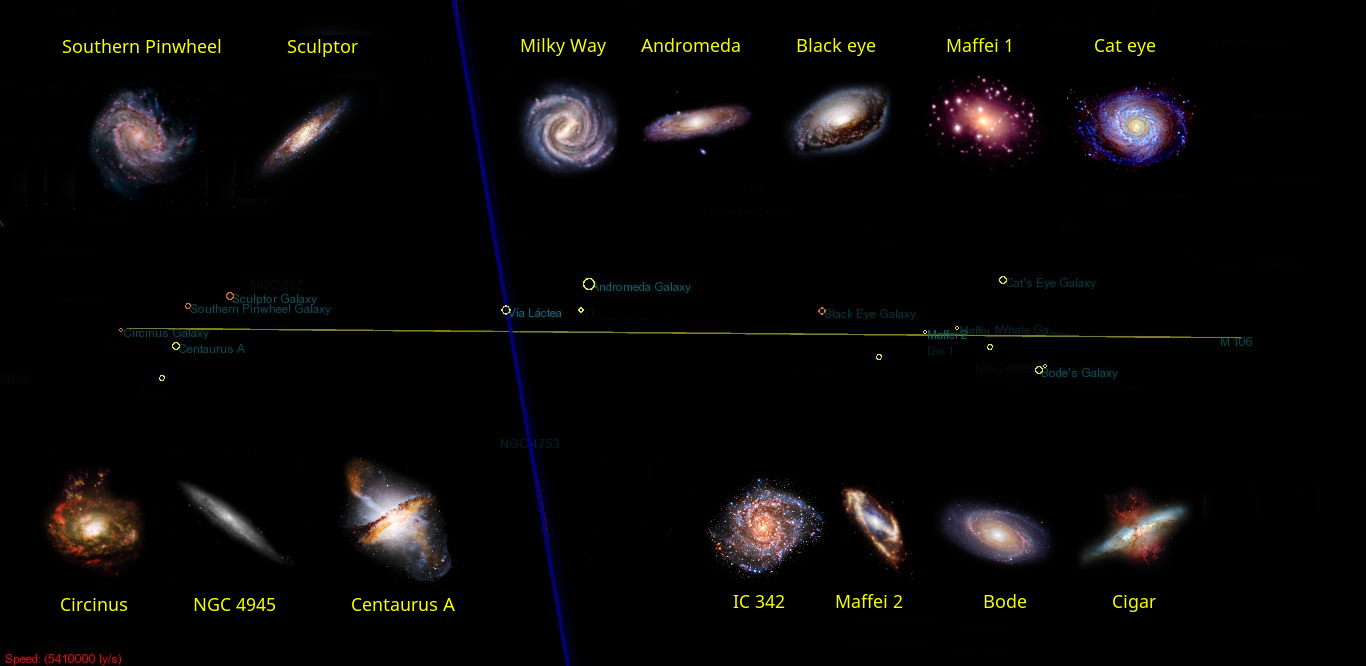
14 galaxias gigantes de la Hoja Local (vista lateral) generado en el programa de Celestia. La línea amarilla de 7,5 mpc de diámetro engloba gran parte de la hoja local y la línea azul es la proyección de la línea ecuatorial terrestre de modo que a la izquierda de la línea son las galaxias del hemisferio celeste sur y a la derecha las del hemisferio norte

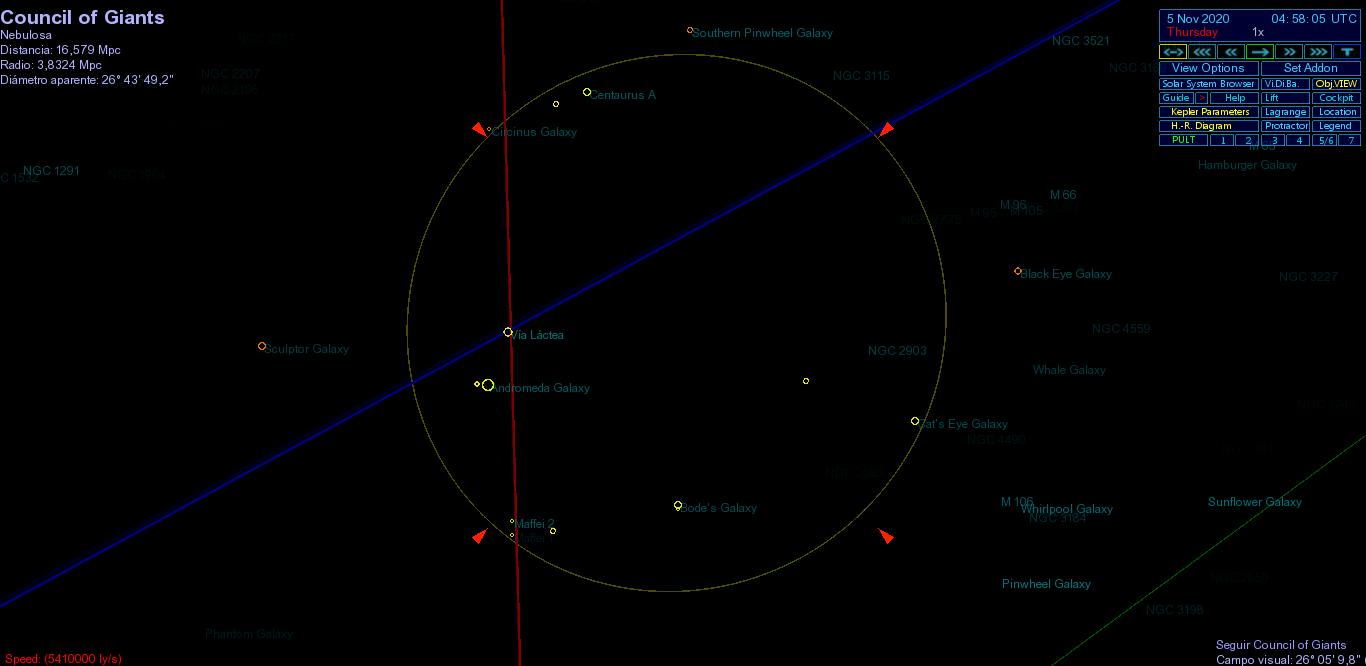
14 galaxias gigantes de la Hoja Local (vista superior) generado en el programa de Celestia. El círculo amarillo es el radio de 3,75 mpc que engloba gran parte de la hoja local, la línea azul es la proyección de la línea ecuatorial terrestre y la línea roja la proyección de la línea galáctica

La Hoja Local en astronomía es una región supragaláctica donde la Vía Láctea, los miembros del Grupo Local y otras galaxias comparten una velocidad peculiar similar. Se presume que esta región este inmersa en un gran disco de materia oscura.  Esta región se encuentra dentro de un radio de aproximadamente 7 Mpc (23 millones de años luz),  0,46 Mpc (1,5 millones de años luz) de espesor, y las galaxias más allá de esa distancia muestran velocidades marcadamente diferentes. El Grupo Local tiene solo una velocidad peculiar relativamente pequeña de 66 km⋅s− 1 con respecto a la Hoja Local. La dispersión de velocidad típica de las galaxias es de solo 40 km⋅s− 1 en la dirección radial. Casi todas las galaxias brillantes cercanas pertenecen a la Hoja Local. La Hoja Local es parte del Volumen Local y está en el Supercúmulo de Virgo (Supercúmulo Local). La Lámina Local forma una pared de galaxias que delimita una parte del Vacío Local.
Un componente significativo de la velocidad media de las galaxias en la Hoja Local aparece como resultado de la atracción gravitacional del Cúmulo de galaxias Virgo, lo que resulta en un movimiento peculiar de ~ 185 km⋅s− 1 hacia el cúmulo.   Un segundo componente se aleja del centro del Vacío Local; una región en expansión del espacio que abarca aproximadamente 45 Mpc (150 millones de años luz) y está escasamente poblada de galaxias. Este componente tiene una velocidad de 259 km⋅s− 1.   La Hoja Local está inclinada 8 ° respecto al Supercúmulo local (Supercúmulo de Virgo).

## Galaxias más representativas
El llamado Consejo de Gigantes es un anillo de catorce grandes galaxias, incluidas las dos grandes galaxias del Grupo Local, con un radio de 3,75 Mpc (12,2 millones de años luz). Doce de estas galaxias son espirales, mientras que las dos restantes son elípticas. Las dos elípticas (Maffei 1 y Centaurus A) se encuentran en lados opuestos del Grupo Local.
| Nombre de catálogo | Nombre popular                | Constelación       | Distancia* | Masa * |
| ------------------ | ----------------------------- | ------------------ | ---------- | ------ |
| Vía Láctea         | Vía Láctea                    | Sagitario (centro) | 0          |        |
| NGC 224            | Galaxia de Andrómeda          | Andrómeda          | 2          |        |
| NGC 253            | Galaxia de la moneda de plata | Sculptor           | 11         | 10.805 |
| PGC 9892           | Maffei 1                      | Cassiopeia         | 11         | 10.928 |
| PGC 10217          | Maffei 2                      | Cassiopeia         | 11         | 10.493 |
| IC 342             |                               | Camelopardalis     | 11         | 10.302 |
| NGC 3031           | Galaxia de Bode               | Ursa Major         | 12         | 10.905 |
| NGC 3034           | Galaxia del Cigarro           | Ursa Major         | 11         | 10.573 |
| NGC 4736           | Galaxia del Ojo de gato       | Canes Venatici     | 15         | 10.458 |
| NGC 4826           | Galaxia del Ojo negro         | Coma Berenices     | 16         | 10.496 |
| NGC 5236           | Molinillo Austral             | Hidra              | 16         | 10.642 |
| NGC 5128           | Centaurus A                   | Centaurus          | 11         | 11.169 |
| NGC 4945           |                               | Centaurus          | 12         | 10.528 |
| ESO 97-G13         | Galaxia Circinus              | Circinus           | 14         | 10.559 |

* La distancia se expresa en millones de años luz y la masa se expresa como el logaritmo de la masa en masas solares.